# 富拉島
富拉島是英國蘇格蘭昔德蘭群島的島嶼，位於大西洋海域，長5.6公里、寬4公里，面積12.65平方公里，最高點海拔高度418米，2001年人口排名31名。本島是英國其中一個最偏遠而又有人居住的島嶼。
富拉島在民俗、音樂及慶典方面仍保留濃厚北歐傳統色彩，島上居民曾使用諾恩語（一种古挪威语方言），並採用儒略曆計算節日日期。所有島民會於1月6日於同一間屋內慶祝聖誕節，富拉島的元旦日為1月13日。
富拉島島民曾以漁業維生，初時主要捕捉白身魚，後期改為捕捉龍蝦。現時大部分島民的收入源自牧羊及觀鳥旅遊業。

## 地理

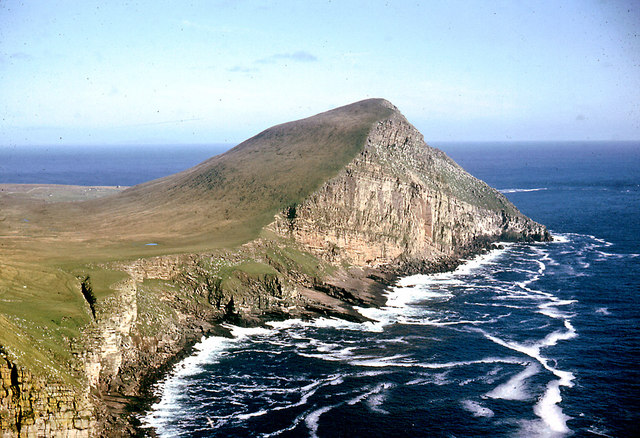
富拉島上的海岬Da Noup

富拉島位於大西洋、昔德蘭主島Walls以西15海哩（28公里）處。本島是昔德蘭群島第7大島，也是群島中位置最西的島。富拉島的緯度與俄羅斯聖彼得堡相同。
富拉島東部為平坦的沿海低地，西部海岸的懸崖約150至365米高。這些懸崖為北極燕鷗、紅喉潛鳥和大賊鷗提供棲息地，亦因此大部分遊客登上本島的目的均是觀鳥。
島上有5座山峰，分別高418至376米。

## 歷史
1752年大不列顛王國全國改用格里曆後，只有富拉島仍使用儒略曆。
19世紀，本島是最後數個使用諾恩語的地點。雖然諾恩語已滅絕，當地方言仍有濃厚的古挪威語色彩。
1986年，本島南端設立了一座燈塔。最初燈塔的電源為乙炔，後來改為太陽能和風能。
現時當地居民主要使用低地蘇格蘭語昔德蘭方言。許多居民都參加了富拉教堂（Foula Kirk / Baxter Chapel）的長老會堂區，該堂區是蘇格蘭教會的一部分。

## 交通
昔德蘭議會渡輪公司（SIC Ferries）妥託BK海洋有限公司開辦來往漢姆（Ham，富拉島主村落）和昔德蘭主島Walls的航線。航線使用的船隻新前進號可載一輛轎車及12名乘客。單程船程需約2小時。
除了渡輪外，島上的富拉機場亦提供航班前往位於昔德蘭主島的勒威克機場。

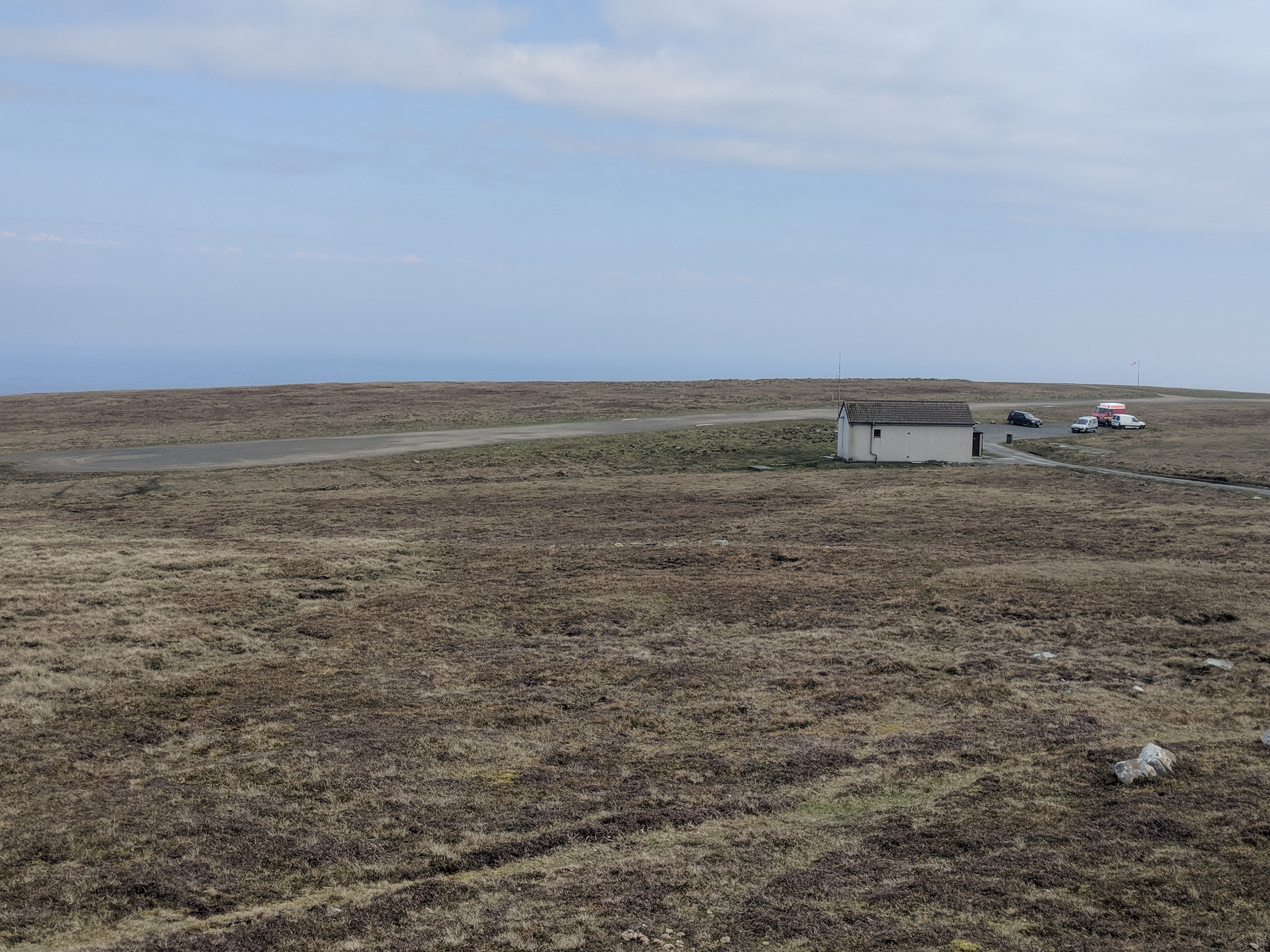
富拉機場
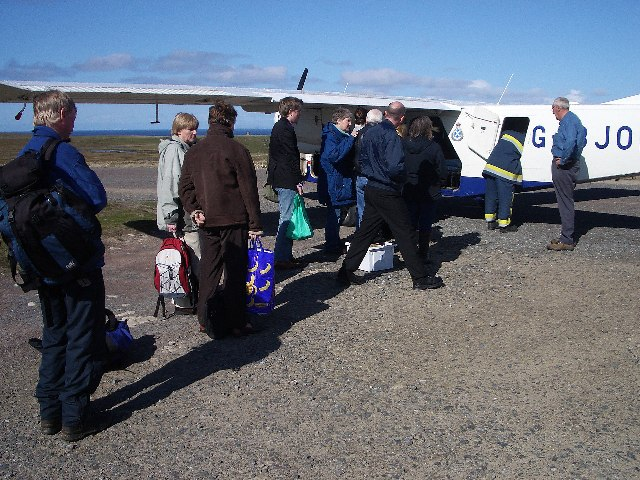
乘客正排隊將行李放入機艙
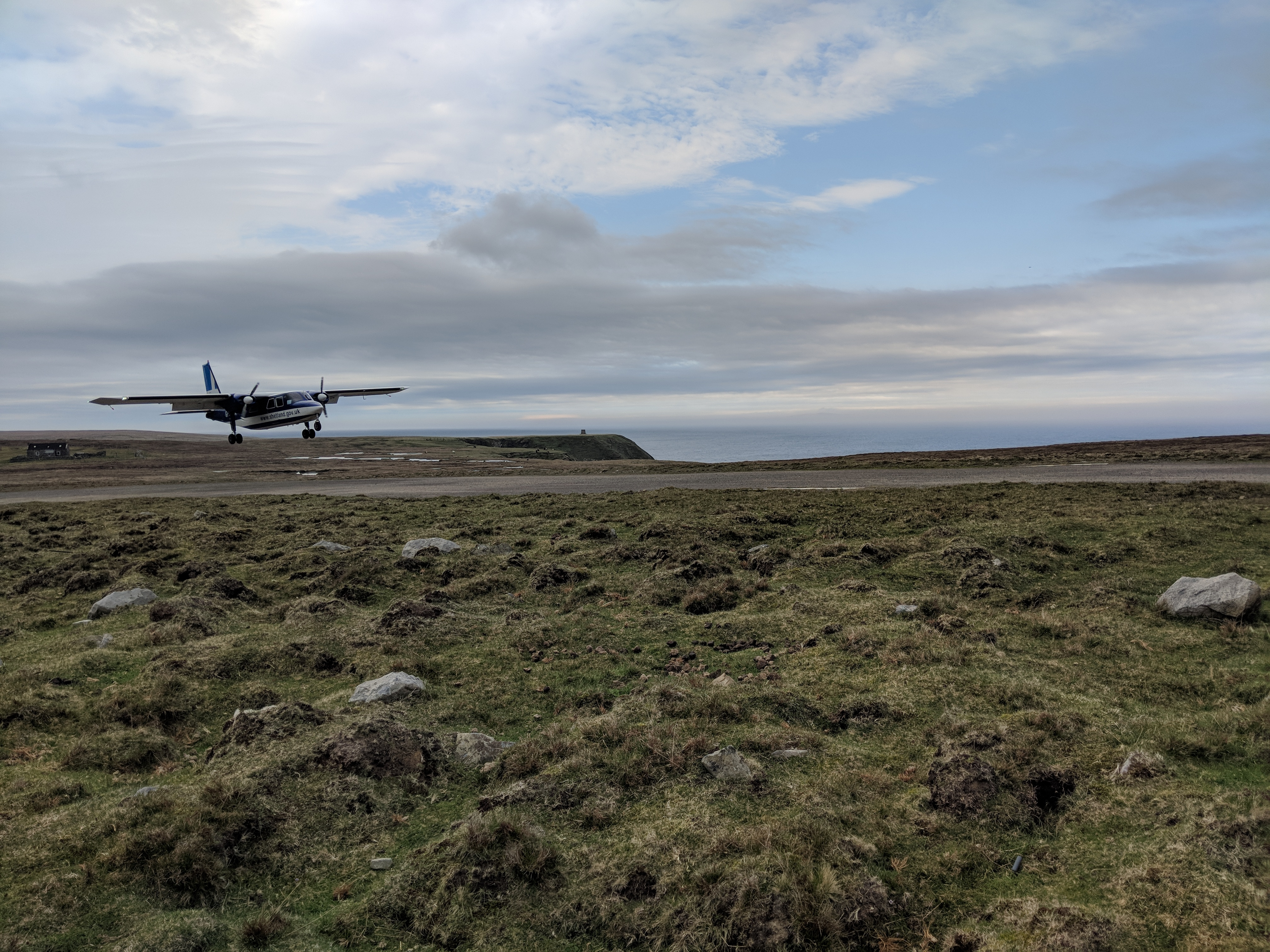
2018年5月8日下午，來自勒威克的飛機即將降落富拉機場
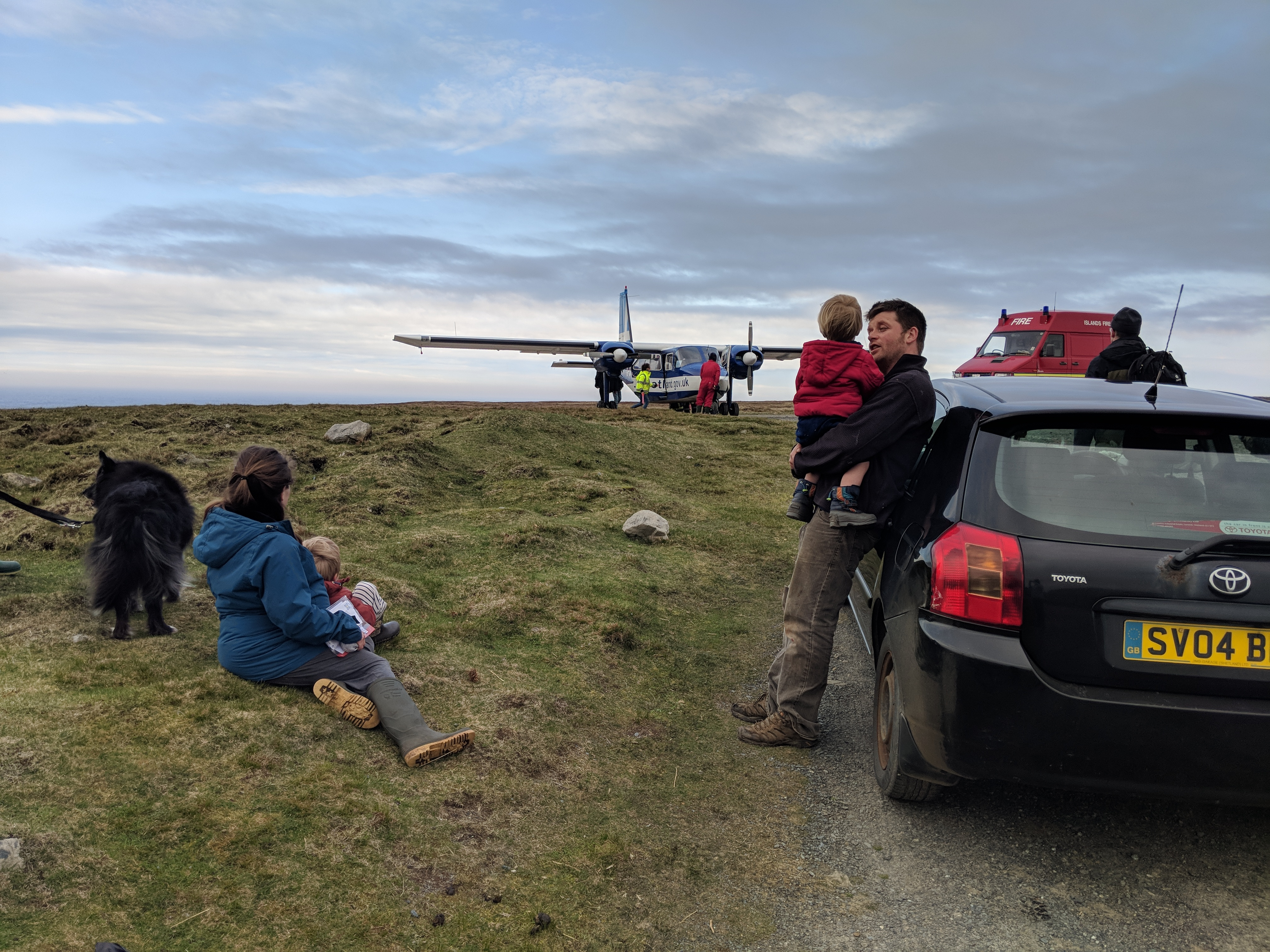
飛機降落後，乘客即將落機

## 相片

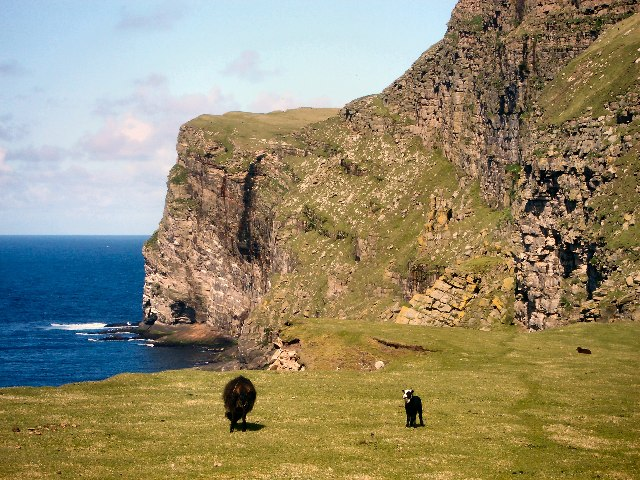
島上懸崖
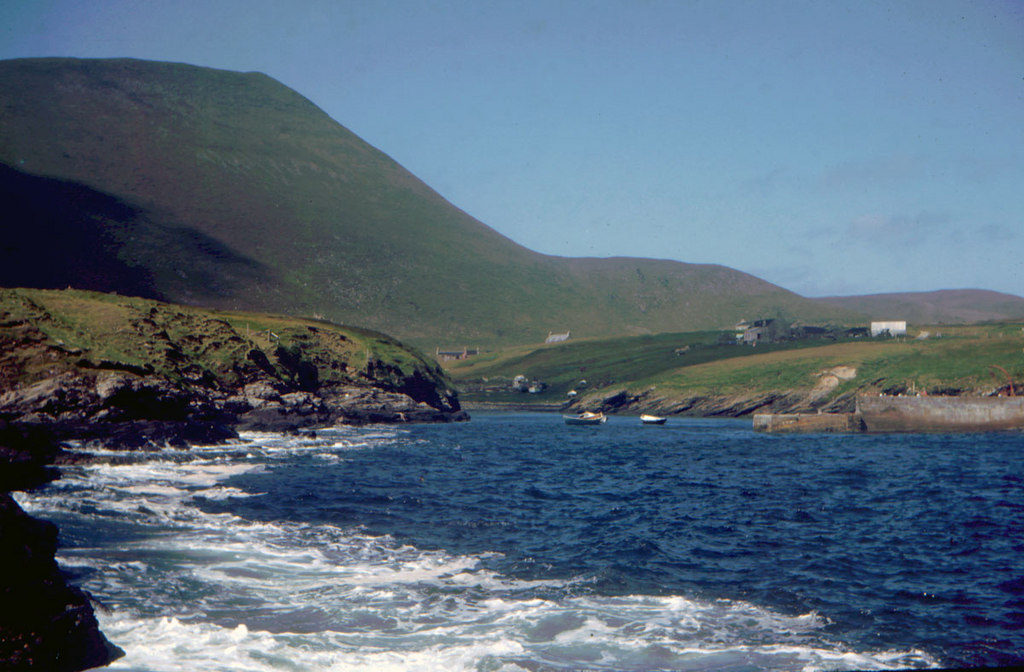
漢姆村
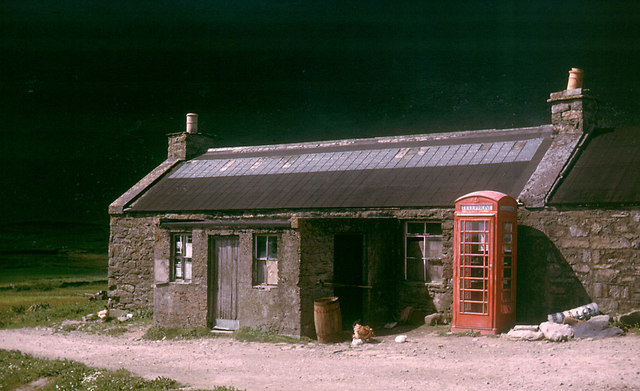
1964年時的富拉島郵政局
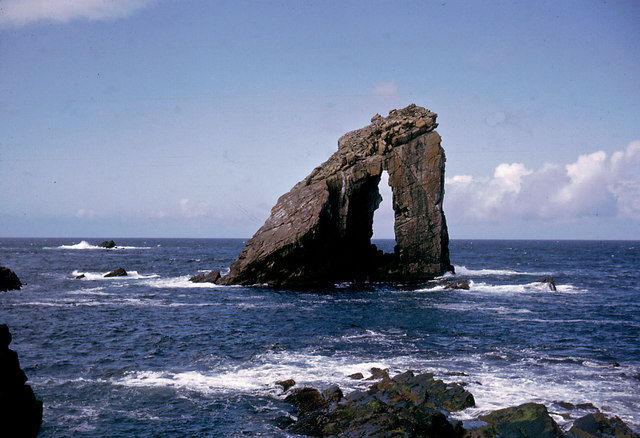
富拉島北岸的Gaada stack海蝕拱
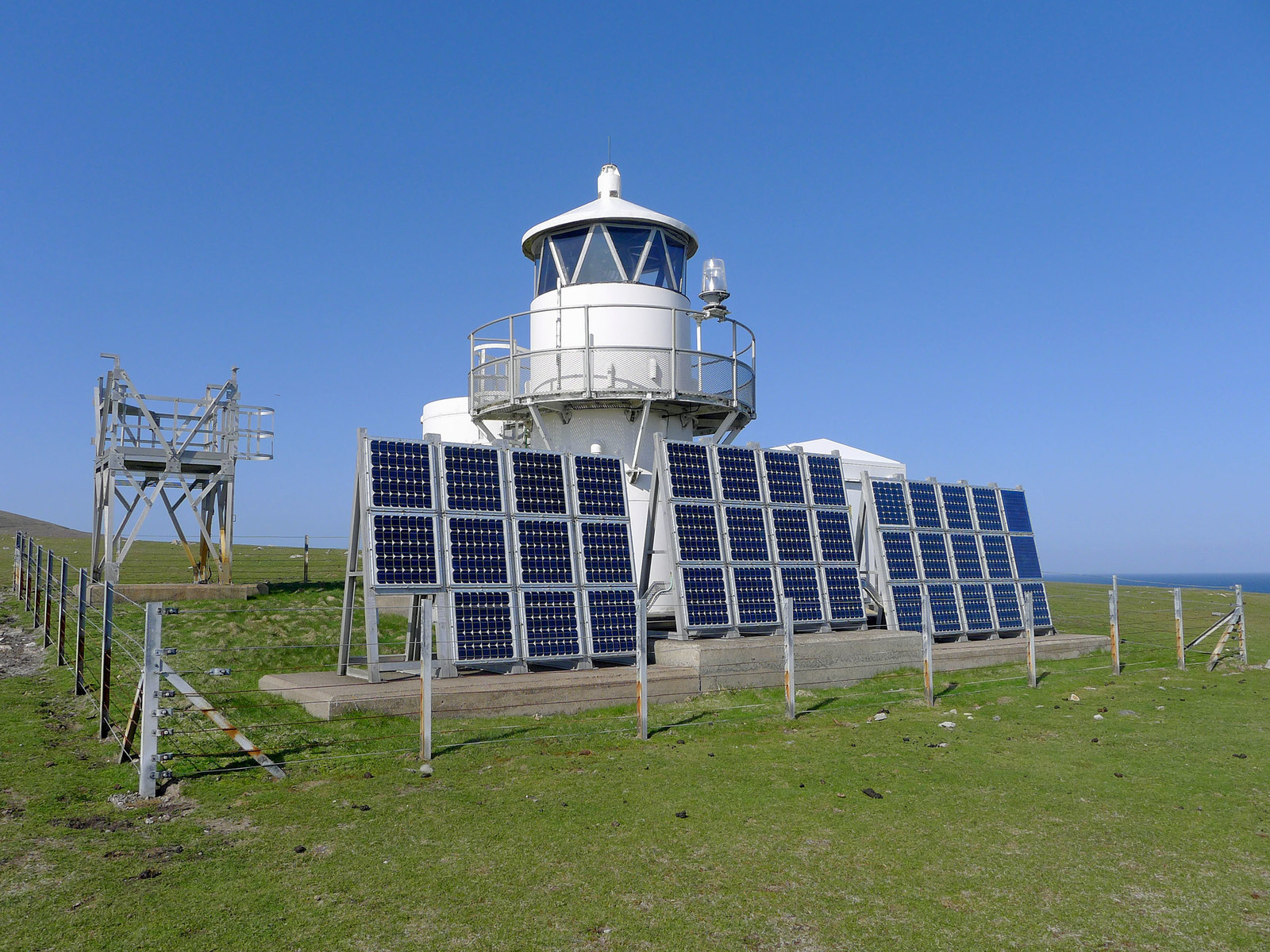
1986年建成、高8米的富拉島燈塔

## 外部連結
- Foula Heritage

60°08′N 02°04′W / 60.133°N 2.067°W